# Гібралтар (футбольний клуб)
«Гібралтар» (англ. Gibraltar F.C.) — колишній футбольний клуб, що базувався в британській заморській території Гібралтар. Клуб був створений 1893 року, ставши разом з клубом «Принц Уельський» першими цивільними футбольними командами в Гібралтарі.

## Історія

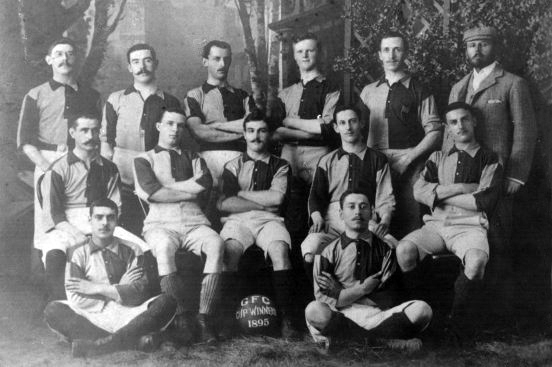
«Гібралтар» — переможець Торгового кубка 1895 року

До заснування клубу футбол був майже виключною прерогативою членів британської військової місії. «Гібралтар» був сформований в листопаді 1893 року гравцями в крикет, для того, щоб дозволити їм продовжувати займатися спортом в зимовий період. Формування клубу призвело до зростання інтересу до футболу серед цивільного населення Гібралтару, що, у свою чергу, призвело до створення Гібралтарської цивільної футбольної асоціації.
Коли була сформована Футбольна ліга Гібралтару в 1895 році, «Гібралтар» став першим переможцем турніру. Того ж року клуб виграв Торговий кубок, обігравши у фіналі в присутності 1500 глядачів «Джубілі».. Але після того клуб довго не міг виграти чемпіонат знову, поки у сезоні 1923-24 їм це не вдалося вдруге. 
«Гібралтар» також грав матчі проти команд з-за меж Гібралтару. У 1914 році вони зіграли матч проти іспанської команди «Реал Бетіс».
В майбутньому, «Гібралтар» перестав виступати в чемпіонаті, але жіноча команда клубу існує й досі, вигравши чемпіонат Гібралтару серед жінок в 2011 році.

## Досягнення
- Чемпіон Гібралтару: 1895, 1924
- Володар кубка Гібралтару: 1895